# Червенокачулат кардинал
Червенокачулат кардинал (Paroaria coronata) е вид птица от семейство Тангарови (Thraupidae).

## Разпространение и местообитание
Разпространен е в Аржентина, Боливия, Бразилия, Парагвай и Уругвай.